# Ức khổ tư điềm
Ức khổ tư điềm (tiếng Trung: 忆苦思甜; bính âm: Yì kǔ sī tián), nghĩa đen là nhớ lại nỗi cay đắng (quá khứ) và suy ngẫm về sự ngọt ngào (hiện tại), là khái niệm được hình thành dưới dạng phong trào chính trị và thực tiễn xã hội ở Trung Quốc, chủ yếu trong Cách mạng Văn hóa vào thập niên 1960 và 1970.

## Giới thiệu
Quân Giải phóng Nhân dân Trung Quốc (PLA) đã được giới thiệu về tố khổ (tiếng Trung: 诉苦; bính âm: Sùkǔ) hoặc 'nói lời cay đắng' ngay từ năm 1947 với việc xuất bản một cuốn sổ tay vào năm 1947 mang tên Tố khổ phục cừu (Sùkǔ fùchóu). Sau khi cộng sản tiếp quản Trung Quốc, cư dân tại các cộng đồng ở Thượng Hải như Ngõ Phương Hoa bắt đầu có những trải nghiệm đầu tiên với tố khổ. Việc thực hành tố khổ này đã ảnh hưởng đến ức khổ tư điềm, nhằm mục đích hợp pháp hóa chế độ vào thời điểm đó. Năm 1960, thay vì nói lời cay đắng, người ta chuyển sang tưởng nhớ hoặc nhớ lại nỗi cay đắng. Khái niệm này lần đầu tiên được quân đội ở Trung Quốc sử dụng khi binh lính PLA nghe nói về bạo lực và nạn đói giống như những khó khăn ở quê nhà. Những người lính bị buộc phải nhớ rằng hoàn cảnh hiện tại của họ tốt hơn trước đây và họ nên biết ơn đảng. Năm 1961, tất cả các đơn vị của PLA đều có các chiến dịch ức khổ tư điềm tương tự. Đến cuối năm 1963, hàng trăm cơ quan và hàng nghìn đơn vị công tác ở Thượng Hải đã tiến hành các chiến dịch ức khổ tư điềm. Những nhu cầu thiết yếu cơ bản của cuộc sống như thức ăn và chỗ ở, và những khái niệm đơn giản như cải thiện hệ thống cống thoát nước ở một cộng đồng nghèo đã được đưa vào các chiến dịch này.
Ức khổ tư điềm đã trở thành một phần tiêu chuẩn của giáo dục tư tưởng trong nước với mục đích khắc sâu nó và các khái niệm liên quan vào thế giới quan của người dân; vị đắng không cần phải ăn lần thứ hai. Thế hệ trẻ vốn không thuộc về quá khứ cay đắng lại chẳng có bất kỳ kinh nghiệm cá nhân nào về những khó khăn trong quá khứ, cũng thường xuyên được hướng dẫn về ức khổ tư điềm.
Công việc này khởi đầu dưới dạng tuyên truyền nhằm đánh lạc hướng khỏi nạn đói đang diễn ra, đã trở thành trạng thái biết ơn tột độ và liên tục đối với Đảng Cộng sản Trung Quốc mà người dân Trung Quốc lưu giữ trong lòng. Những hình mẫu này từng được nhà nước sử dụng để thúc đẩy hệ tư tưởng của mình. Một trong những hình mẫu ức khổ tư điềm nổi tiếng nhất là Lôi Phong. Một khu phố ở Thượng Hải mang tên Ngõ Hoàng Qua được dùng làm cộng đồng kiểu mẫu cho ức khổ tư điềm. Để làm rõ sự tương phản giữa cái cũ và cái mới, các tòa nhà cũ vẫn được giữ nguyên để tạo ra sự tương phản rõ ràng với các tòa nhà dân cư mới trong khu vực. Các hoạt động tưởng niệm công cộng về ức khổ tư điềm diễn ra dưới hình thức tường thuật truyền miệng trước công chúng, viết bài đăng trên báo và tiểu luận viết cho trường học, các bài hát thời sự và những bữa ăn công cộng liên quan.

## Di sản
Sau cái chết của Mao Trạch Đông và Đặng Tiểu Bình lên cầm quyền trở lại, nhà nước Trung Quốc không còn coi ức khổ tư điềm là phương tiện đạt được mục đích của mình nữa mà thay vào đó, những cảm xúc cách mạng được tạo ra là một trở ngại cho sự tăng trưởng kinh tế. Trong khi việc thực hành ức khổ tư điềm đã lụi tàn, khái niệm sử dụng đau khổ như một phương tiện hòng đạt được mục đích chính trị vẫn được tiếp tục. Điều từng là công việc của cá nhân thì nay trở thành công việc của nhà nước, nhà nước ghi nhớ và nhắc lại nhân danh bạn. Năm 1983, nó được hình thành trong chiến dịch làm sạch ô nhiễm tinh thần, và sau đó là trong các chiến dịch chống tham nhũng dưới thời Tập Cận Bình.